# Владимир Лежимирац
Владимир Лежимирац (Бешка, 27. март 1898 – Нови Сад, 24. август 1975) био је један од значајних књижара Новог Сада.

## Биографија
Рођен је 27. марта 1898. у Бешки, у осмочланој, сиромашној породици. Основну школу завршио је у свом родном месту, захваљујући подршци сеоског учитеља Адама Богосављевића. У Нови Сад одлази 1910. године, где је добио посао шегрта у књижари Светозара Огњановића (раније је ова књижара припадала Арси Пајевићу). Почетком 1913. постао је књижарски помоћник, а 1917. године је постао и главни пословођа у књижари Светозара Огњановића. Своју издавачку књижару Славија, Владимир Лежимирац је основао у марту 1923. године. На самом почетку рада књижаре он није радио на издавању књига колико се бавио опремањем исте. Добро је сарађивао са београдским издавачима. Његова добро снабдевена књижара постала је и трибина бројних интелектуалаца - историчара, филозофа, музичара, сликара и другух. Они су такође представљали значајну подршку Владимиру у послу издавања књига. Рад издавачке књижаре Славија је достигао велики успех у периоду између 1925. године све до Другог светског рата. Она је такође представљала и највеће предузеће у Дунавској бановини. Опус књижаре чинило је 3.500 књига, а књижара је поседовала и посебан Каталог.
Добио је предлог од др Владимира Ћоровића да напусти Нови Сад јер им је потребан у Београду. "Признајем, био сам узбуђен на те речи, али сам ипак одговорио: Захваљујем Вам. То сматрам за признање о моме раду са највишег места, али сматрам за свету дужност да останем овде, јер нема ко да ради."
У оквиру своје књижаре основао је Позајмну библиотеку, која је била од великог значаја ученицима. Владимир Лежимирац је и поред рада у књижари био ангажован у друштвеним оранизацијама. Налазио се једно време на челу Новосадске књижарске организације, организовао је књижевне вечери, уметничке изложбе уметника, био је члан Управног одбора књижара Југославије, члан Управе Српског народног позоришта, члан Управе друштва Просвета из Сарајева за Војводину. Помагао је при стварању Змајевог музеја у Сремској Каменици.
Некадашња књижара Владимира Лежимирца се налазила у улици Николе Пашића у Новом Саду. На фасади књижаре налазили су се натписи: „Најлепши поклон деци је лепа књига! “, „Кућа без књиге је што и човек без душе“, „Култура човека зависи од тога колико је добрих књига прочитао“. Назив књижаре је био исписан ћириличним и латиничним писмом. Сем назива налазио се и натпис „Краљевине Југославије повлаштена издавачка књижара“ као и државни грб. У излогу су сем књига биле изложене и дописнице - разгледнице на којима су се налазили културни великани нашег простора. Школски уџбеници, који су се издавали у оквиру књижаре, помоћници би доносили из Београда. Књижара је сарађивала са позориштем, а у њој су се продавале карте и улазнице за позоришне представе, као и за остале манифестације које су се тамо одржавале. Такође су излагали и словачке књиге и друге пропагандне материјале у време напада на Чехословачку. На овом смелом потезу у емисијама Радио Братиславе изражена је захвалност.
Други светски рат је знатно отежао рад књижаре Славија, па је тако и мањи број штампаних и продаваних књига у овом периоду. У периоду од 1944. па све до 1948. Владимир Лежимирац је наставио са радом у својој књижари када она крајем те исте године окончава рад услед национализације. И поред губитка он је наставио са снабдевањем више књижара у Војводини, док је упоредо своје искуство преносио на млађе књижаре и издаваче.
Упркос уложеном труду и доприносу култури, његов рад остаје ускраћен пензије. Преминуо је у Новом Саду 24. августа 1975. године, а на Новом гробљу је сахрањен.

## Дела
У књижари Славија издато је неколико значајних библиотека: Позоришна у 49 бројева, у свесци бр. 2 је изнео свој став о томе да пре извођења позоришне представе треба да постоји просветни радник који би публици одржао корисно предавање. Универзална у којој је сврстао дело Ивана Мажуранића - Смрт Смаил - аге Ченгића са коментаром Младена Лесковца. Примерак је послао унуку писца, Желимиру Мажуранићу, који се задовољан издањем одрекао хонорара у корист издавача. Минијатурна, која је издата у око 150 наслова, са темама разних научних дисциплина. Чувају се у Званичној збирци Матице Српске. Дечије радости које су намењене деци, од предшколског узраста до трећег разреда. Пут у живот је намењена старијој деци.
Дела које је важно истаћи у области културе и науке су Митолошки речник А. Залуровића и Филозофски речник С. Марића. Ова дела су издата у Култури и науци.
У издаваштву Славије убраја се и Едиција Славија у којој је једна од музикалија Бранково коло. Сем поменутих дописница српских великана, издавао је и дописнице са народним везовима и шарама. Гласило позоришних уметника Мастикс је такође објављивано у издању Славије.